# OTEdit
OTEdit（オーティーエディット）はWindows / macOS向けのOpenTypeフォント作成プログラム。

## 概要
2001年8月にWindows版のOTEdit for Windowsが発売された。その後、2006年2月にMac OS X版のOTEdit for Macが発売された。
開発は武蔵システム。
OTEdit for WindowsはWindows 10、11（各日本語版）で、OTEdit for MacはMac OS X 10.11 ～ macOS Sequoia 15 各日本語版で動作する。